# 장무 (백제)
장무(張茂, ?~?)는 백제의 관료이다.

## 생애
백제를 향한 고구려의 압박이 점차 강해지자 472년, 여례(餘禮)와 함께 처음으로 북위(北魏)와의 교섭을 시도하며 원병을 요청했다.